# Васильев, Николай Григорьевич (архитектор)
Николай Григорьевич Васильев (1904 год, Таганрог — 1993 год, Челябинск) — советский архитектор, член Союза архитекторов, участник Второго всесоюзного съезда архитекторов, автор ряда архитектурных проектов в Новосибирске.

## Биография
Родился в Таганроге 28 декабря 1904 года. Отец был мещанином, занимался предпринимательством, в дореволюционные годы работал киномехаником.
В 15 лет начал работать «мальчиком-продавцом» в кооперативе, позднее — магазинным конторщиком, с 1924 по 1931 год трудился вальцовщиком кожевенного завода.
В 1931—1936 годы учился на архитектурном отделении Сибирского строительного института, который к 1936 году переехал из Томска в Новосибирск и стал называться Новосибирским инженерно-строительным институтом. После окончания института Васильев стал работать архитектором «Запсибпроекта».
В годы Великой Отечественной войны и в послевоенный период работал в организациях ГССПИ-4, Сибакадемстройпроект, Кузбассгипрошахт.
С 1955 года в должности доцента преподавал в Новосибирском институте инженеров железнодорожного транспорта: в течение 25 лет преподавал на факультете промышленного и гражданского строительства.
Несколько раз избирался в ревизионную комиссию и правление Союза архитекторов, членом которого состоял.

## Проекты

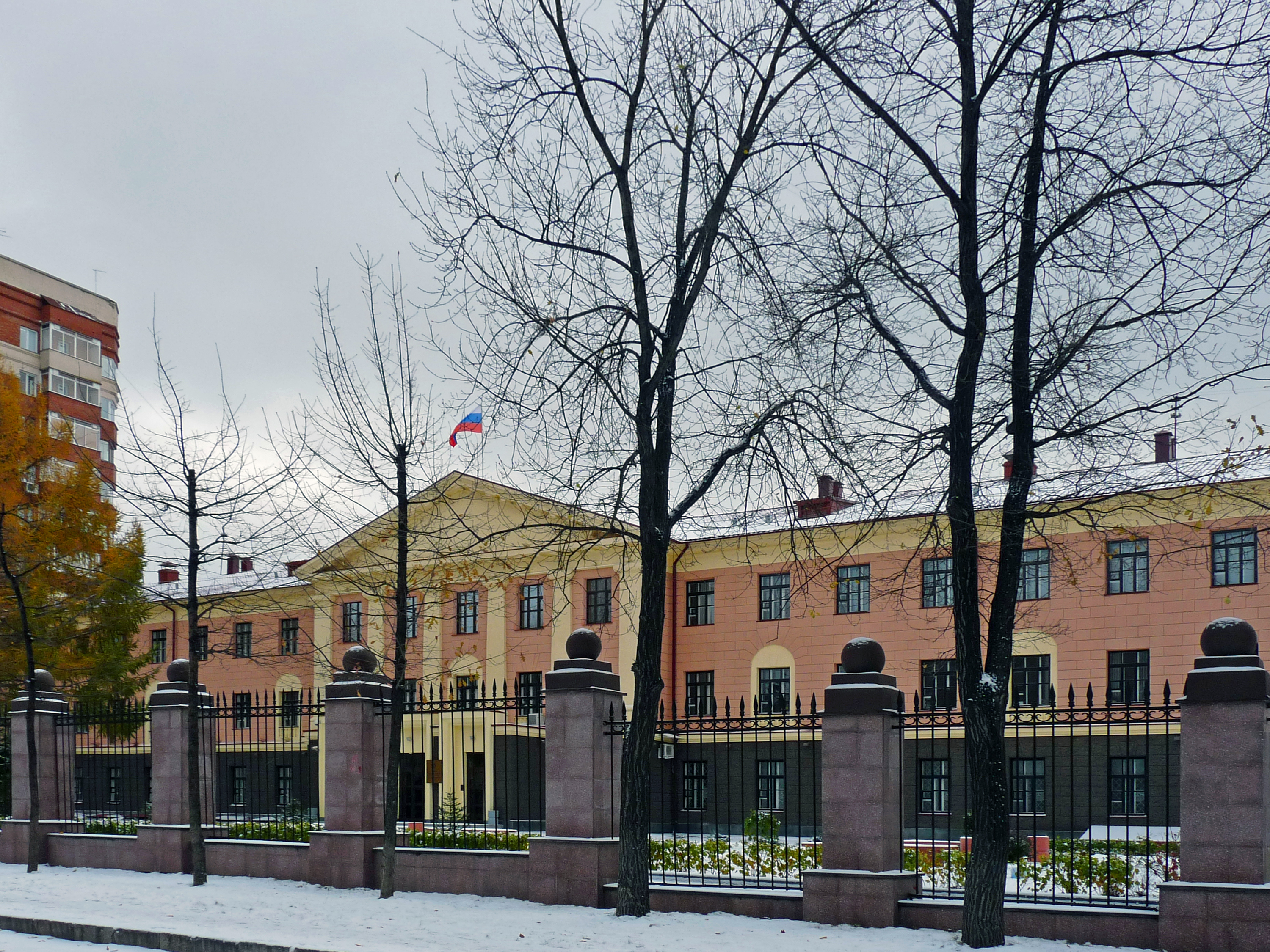
Здание лабораторного корпуса НХМИ; ныне — представительство Президента России в Сибирском федеральном округе

Участвовал в проектировании жилых комплексов в Кировском районе Новосибирска, в том числе жилых зданий Сибметаллстроя (1937—1943).
Является автором (и соавтором) ряда проектов известных зданий, расположенных в центре Новосибирска: здание Горисполкома, Жилой дом Крайплана (Красный проспект № 58), магазин «Метелица» (пересечение Красного проспекта и Октябрьской магистрали), здание Соцземледелия.
Совместно с Андреем Крячковым проектировал ансамбль зданий Западно-Сибирского филиала АН СССР, по проекту Васильева был построен лабораторный корпус Химико-металлургического института (ныне - резиденция представителя Президента России в Сибирском федеральном округе).
Автор девятиэтажного дома на площади Ленина с магазином «Яхонт» на первом этаже (ул. Орджоникидзе № 27).